# Kömley Gyula
Kömley Gyula, Károly (Eger, 1861. március 28. – Rózsahegy, 1916. június 13.) magyar színész, színigazgató. 

## Életútja
1880 őszén lépett először színpadra Kecskeméten, Lászy Vilmos társulatában. Játszott Krecsányi Ignácnál, Aradi Gerőnél is, majd 1890-ben megkapta az igazgatói engedélyt. Ezután 1895-ig Észak-Magyarország városaiban is megfordult. Később megint a színi pályára állt. A társalgási és komikusi szerepekben volt népszerű. 1898 és 1899 nyarán Feld Mátyás városligeti színházában is szerepel. 1902 és 1907 között működési szünetet tartott. Ezután a Népszínház–Vígopera hivatalában dolgozott Máder Rezső alatt. A Vígopera megszűnése után vidéken rendezett passiójátékokat. Felesége, Tarnay Leona (?, 1873. febr. 22.–?) és fia, Tarnay Géza a Városi Színház tagjai voltak.

## Működési adatai
1880–81: Kecskemét; 1881–82: Debrecen; 1883–84: Pécs; 1885–87: Kecskemét; 1887–90: Munkács, Marosvásárhely, Nagyszeben; 1895–96: Kassa; 1897–98: Nagybánya; 1898–99: Nyitra; 1899–1900: Szatmár; 1900–01: Kecskemét. 
Igazgatóként: 1890: Déva, Brád; 1891: Déva, Munkács, Beregszász, Nagyszőllős, Nagymihály, Kisvárda; 1891–92: Nyíregyháza; 1892: Szatmár, Szarvas, Dés; 1892–93: Szatmár; 1893–94: Szatmár; 1894–95: Újvidék.